# فيرونا بوت
فيرونا بوت (بالألمانية: Verona Pooth) ولدت (30 أبريل 1968) لاباز، بوليفيا، هي إعلامية شخصية تلفزيونية مشهورة ألمانية كما أنها ممثلة وفائزة ب مسابقة ملكة الجمال، وكان ذلك في 1993 حيث فازت بلقب ملكة جمال ألمانيا و ملكة جمال الكون.